# Saison 3 de The Originals
Chronologie
Saison 2 Saison 4
Cet article présente les vingt-deux épisodes de la troisième saison de la série télévisée américaine The Originals.

## Synopsis
Plusieurs mois après avoir vaincu sa tante Dahlia et réussi à protéger sa fille Hope, Klaus apprend l'existence d'une très ancienne prophétie qui annonce la mort prochaine de toute la famille Originelle. Sachant que si un Originel meurt, toute la lignée qu'il ou elle a engendré(e) mourra en même temps que lui/elle, une guerre de lignée éclate alors à la Nouvelle-Orléans, chaque lignée souhaitant défendre et protéger son créateur (Klaus, Rebekah ou Elijah) à tout prix.

## Distribution

### Acteurs principaux
- Joseph Morgan (VF : Sébastien Desjours) : Niklaus Mikaelson
- Daniel Gillies (VF : Arnaud Arbessier) : Elijah Mikaelson
- Phoebe Tonkin (VF : Charlotte Corréa) : Hayley Marshall
- Charles Michael Davis (VF : Namakan Koné) : Marcel Gérard
- Yusuf Gatewood (VF : Raphaël Cohen) : Vincent Griffith
- Riley Voelkel (VF : Philippa Roche) : Freya Mikaelson
- Danielle Campbell (VF : Kelly Marot) : Davina Claire (épisodes 1 à 21)
- Leah Pipes (VF : Barbara Delsol) : Camille O'Connell (épisodes 1 à 19)
- Nathaniel Buzolic (VF : Nathanel Alimi) : Kol Mikaelson (épisodes 1 (flashback), 11 et 13 à 22)

### Acteurs récurrents et invités
- Casper Zafer (VF : Jean-Pierre Michaël) : Finn Mikaelson (épisodes 1 et 5 flashback) (épisodes 8, 9, 15, 16 et 17)
- Steven Krueger (VF : Nessym Guetat) : Joshua « Josh » Rosza
- Nathan Parsons (VF : Franck Monsigny) : Jackson Kenner (épisodes 1 à 10)
- Maisie Richardson-Sellers (VF : Olivia Luccioni) : Eva Sinclair / Rebekah Mikaelson (épisode 6)
- Jason Dohring (VF : Ludovic Baugin) : Will Kinney (épisodes 6 à 22)
- Andrew Lees (en) (VF : Stanislas Forlani) : Lucien Castle (épisodes 1 à 8, 14 et 16 à 20)
- Rebecca Breeds (VF : Caroline Victoria) : Aurora de Martel (épisodes 1 à 18)
- Lawrence Kao (VF : Martin Faliu) : Van Nguyen
- Oliver Ackland (VF : Fabrice Trojani) : Tristan de Martel (épisodes 1 à 10 et 14)
- Tracy Ifeachor (VF : Claire Morin) : Aya Al-Rashid
- Haley Ramm : Ariane[2]
- Matt Cedeño : Gaspar Cortez[3]
- Taylor Cole (VF : Ludmila Ruoso) : Sofya[4]
- Stéphanie Cleough (VF : Laurence Dourlens) : Alexis

### Spécial Guest Stars
- Claire Holt (VF : Adeline Moreau) : Rebekah Mikaelson (épisodes 1 et 5 flashback) (épisodes 6, 9 et 22)
- Leslie-Anne Huff (VF : France Renard) : Rayna Cruz (épisode 14)
- Paul Wesley (VF : Stéphane Pouplard) : Stefan Salvatore (épisode 14)
- Zach Roerig (VF : Yann Peira) : Matthew « Matt » Donovan (épisode 17)

## Production

### Développement
Un crossover avec la série The Vampire Diaries est prévu pour le quatorzième épisode.

### Diffusions
- Aux États-Unis, elle est diffusée en simultané à partir du 6 octobre 2014 sur The CW
- Au Canada, elle est diffusée en simultané à l'automne sur CHCH-DT Hamilton au Canada, puis le lendemain sur le service shomi.

## Liste des épisodes

### Épisode 1:Démonstration de force
- États-Unis /  Canada : 8 octobre 2015 sur The CW[6] / CHCH-DT
- Québec : 3 janvier 2017 sur Ztélé[7]
- France : 17 mars 2017 sur Série Club

- États-Unis : 890 000 téléspectateurs[8] (première diffusion)

### Épisode 2:Sombre Présage
- États-Unis /  Canada : 15 octobre 2015 sur The CW / CHCH-DT
- Québec : 10 janvier 2017 sur Ztélé
- France : 17 mars 2017 sur Série Club

- États-Unis : 1,12 million de téléspectateurs[9] (première diffusion)

### Épisode 3:La Nouvelle Lignée
- États-Unis /  Canada : 22 octobre 2015 sur The CW / CHCH-DT
- Québec : 17 janvier 2017 sur Ztélé
- France : 17 mars 2017 sur Série Club

- États-Unis : 950 000 téléspectateurs[10] (première diffusion)

### Épisode 4:Le Gala initiatique
- États-Unis /  Canada : 29 octobre 2015 sur The CW / CHCH-DT
- Québec : 24 janvier 2017 sur Ztélé
- France : 17 mars 2017 sur Série Club

- États-Unis : 1,07 million de téléspectateurs[11] (première diffusion)

### Épisode 5:Révélations douloureuses
- États-Unis /  Canada : 5 novembre 2015 sur The CW / CHCH-DT
- Québec : 31 janvier 2017 sur Ztélé
- France : 24 mars 2017 sur Série Club

- États-Unis : 970 000 téléspectateurs[12] (première diffusion)

### Épisode 6:Une magnifique erreur
- États-Unis /  Canada : 12 novembre 2015 sur The CW / CHCH-DT
- Québec : 7 février 2017 sur Ztélé
- France : 24 mars 2017 sur Série Club

- États-Unis : 980 000 téléspectateurs[13] (première diffusion)

### Épisode 7:Sortez les couteaux!
- États-Unis /  Canada : 19 novembre 2015 sur The CW / CHCH-DT
- Québec : 14 février 2017 sur Ztélé
- France : 24 mars 2017 sur Série Club

- États-Unis : 800 000 téléspectateurs[14] (première diffusion)

### Épisode 8:Les Rivales
- États-Unis /  Canada : 3 décembre 2015 sur The CW / CHCH-DT
- Québec : 21 février 2017 sur Ztélé
- France : 31 mars 2017 sur Série Club

- États-Unis : 1,17 million de téléspectateurs[15] (première diffusion)

- Casper Zafer (Finn Mikaelson)

### Épisode 9:La Parenthèse
- États-Unis /  Canada : 10 décembre 2015 sur The CW / CHCH-DT
- Québec : 28 février 2017 sur Ztélé
- France : 31 mars 2017 sur Série Club

- États-Unis : 970 000 téléspectateurs[16] (première diffusion)

- Casper Zafer (Finn Mikaelson)

### Épisode 10:Dans l'ombre des vivants
- États-Unis /  Canada : 29 janvier 2016 sur The CW[17] / Shomi
- Québec : 7 mars 2017 sur Ztélé
- France : 31 mars 2017 sur Série Club

- États-Unis : 950 000 téléspectateurs[18] (première diffusion)

### Épisode 11:La Rage au cœur
- États-Unis /  Canada : 5 février 2016 sur The CW / Shomi
- Québec : 14 mars 2017 sur Ztélé
- France : 5 avril 2017 sur Série Club

- États-Unis : 920 000 téléspectateurs[19] (première diffusion)

Nathaniel Buzolic (Kol Mikaelson)

### Épisode 12:La Tête des Strix
- États-Unis /  Canada : 12 février 2016 sur The CW / Shomi
- Québec : 21 mars 2017 sur Ztélé
- France : 6 avril 2017 sur Série Club

- États-Unis : 800 000 téléspectateurs[20] (première diffusion)

### Épisode 13:Chassez le surnaturel
- États-Unis /  Canada : 19 février 2016 sur The CW / Shomi
- Québec : 28 mars 2017 sur Ztélé
- France : 7 avril 2017 sur Série Club

- États-Unis : 870 000 téléspectateurs[21] (première diffusion)

Nathaniel Buzolic (Kol Mikaelson)

### Épisode 14:La Fin de l'emprise
- États-Unis /  Canada : 26 février 2016 sur The CW / Shomi
- Québec : 4 avril 2017 sur Ztélé
- France : 11 avril 2017 sur Série Club

- États-Unis : 1,07 million de téléspectateurs[22] (première diffusion)

- Paul Wesley (Stefan Salvatore)
- Nathaniel Buzolic (Kol Mikaelson)

Avec la menace de la prophétie qui plane toujours sur leurs têtes, Klaus et Elijah se retrouvent inutiles, coincés dans un monde parallèle magique en compagnie d'Aurora et de Tristan, tandis qu'Aya et les Strix vont de l'avant avec un sort risqué: ils comptent bien briser le lien d'asservissement qui lie les Originels à leur lignée respective. Mais Davina, lors d'un retournement inattendu de situation, trahi les Strix et parvient finalement à briser le lien que Klaus entretient avec sa lignée, le laissant extrêmement vulnérable.
Ailleurs, Freya mène la charge pour obtenir le retour de ses frères et fait appel à l'aide de Marcel, Hayley et Stefan Salvatore, dont l'arrivée inattendue peut être la clé de leur survie. La chasseuse Rayna Cruz, poursuivant inlassablement Stefan, tombe sur Aya et les Strix et en décime une grande partie. 
Survivant de l'attaque de la chasseuse, Aya tombe sur Elijah et le supplie de la tuer. Mais c'est Hayley qui se chargera de l'achever en lui enfonçant un pieu dans le cœur. 

### Épisode 15:Oublie-moi
- États-Unis /  Canada : 4 mars 2016 sur The CW / Shomi
- Québec : 11 avril 2017 sur Ztélé
- France : 12 avril 2017 sur Série Club

- États-Unis : 880 000 téléspectateurs[23] (première diffusion)

- Nathaniel Buzolic : Kol Mikaelson
- Casper Zafer : Finn Mikaelson

### Épisode 16:Seul avec les autres
- États-Unis /  Canada : 1er avril 2016 sur The CW / Shomi
- France : 13 avril 2017 sur Série Club
- Québec : 18 avril 2017 sur Ztélé

- États-Unis : 930 000 téléspectateurs[24] (première diffusion)

- Casper Zafer : Finn Mikaelson
- Amber Midthunder : Kayla

La balle de chêne blanc trouvée par Vincent lui est dérobée par une mystérieuse vampire, qui la fait mettre aux enchères aux plus offrants. Marcel et Joshua sont à ses trousses. Après une longue poursuite, ils finissent par récupérer la précieuse balle et la remette à Elijah mais leur ennemie refuse de révéler le nom de son employeur. 
Les retrouvailles sont froides et hostiles entre Finn et le reste de sa famille, en particulier avec Kol, qui désire se venger de sa mort provoquée par son frère. Finn avoue à Elijah qu'il souhaite habiter un corps de sorcier afin d'échapper à une vie de vampire éternel. Mais son plan est contrecarré par Davina, qui l'emprisonne éternellement dans son corps actuel. Elijah confie la balle à Freya qui part dans l'intention de la cacher et de la protéger par un sort. Mais elle est bientôt piégée et capturée par Lucien, qui récupère la balle.

### Épisode 17:Plus fort que tous
- États-Unis /  Canada : 8 avril 2016 sur The CW / Shomi
- France : 14 avril 2017 sur Série Club
- Québec : 25 avril 2017 sur Ztélé

- États-Unis : 890 000 téléspectateurs[25] (première diffusion)

- Zach Roerig (Matt Donovan)
- Casper Zafer (Finn Mikaelson)

Lucien a capturé Freya et Vincent et les conduit à Mystic Falls, lieu ancestral où sont nés les Originels ainsi que la race des vampires grâce à la magie d'Esther Mikaelson. Il a l'intention de créer un sort qui le rendra encore plus puissant qu'un Originel. Pour cela, il oblige Vincent à réaliser le sort, avec l'aide de la magie des Ancêtres. De son côté, Davina doit faire face à un Kol de plus en plus incontrôlable, qui a décidé de s'en prendre à Cami. Elle arrive à localiser Vincent grâce au lien mystique qui l'unissait à l'esprit de Finn, lorsque celui-ci avait pris possession de son corps. Finn et Elijah se rendent par la suite à Mystic Falls dans le but de stopper Lucien. Là, à l'entrée de la ville, ils tombent sur Matt Donovan, devenu shérif, qui leur annonce avoir chassé les vampires de la ville. Pendant ce temps, Vincent termine le sort et Lucien boit une fiole de sang de Freya pour terminer la transition. Elijah, Matt et Finn les rejoignent à ce moment-là. Matt tue Lucien d'une balle en bois dans le cœur mais quelques secondes plus tard, ce dernier se réveille. Il est devenu une créature beaucoup plus puissante, beaucoup plus forte et beaucoup plus dangereuse qu'un Originel. Il vainc facilement Elijah et mord Finn au cou. La morsure, s'avérant mortelle, agit comme une morsure de loup-garou mais en beaucoup plus rapide. Rentrant à la Nouvelle Orléans, Klaus administre en urgence son sang guérisseur à son frère. Mais il s'avère que le sang de Klaus est inefficace contre la morsure de Lucien. Finn succombe finalement de sa blessure, entouré de ses frères et de sa sœur. Plus tard, ils lui offrent des funérailles dignes de ce nom en dispersant ses cendres dans la rivière où même Kol est présent. 

### Épisode 18:Morsure fatale
- États-Unis /  Canada : 15 avril 2016 sur The CW / Shomi
- France : 17 avril 2017 sur Série Club
- Québec : 2 mai 2017 sur Ztélé

- États-Unis : 860 000 téléspectateurs[26] (première diffusion)

Lucien a libéré Aurora de sa prison. Il lui propose qu'elle prenne la fiole de sérum afin qu'elle devienne comme lui et qu'ils puissent passer l'éternité ensemble. Cette dernière accepte à condition qu'il libère son frère Tristan, qui se noie continuellement au fond de l'océan, ou sinon qu'il élimine Elijah afin de mettre fin à ses souffrances. Désireux de réaliser la prophétie qui débarrassera à jamais le monde des Mikaelson, Lucien arrive à kidnapper Klaus et, grâce à la magie des Ancêtres, le retient dans son appartement, à la merci d'Aurora. Cette dernière prend plaisir à torturer Klaus et en profite pour révéler qu'elle compte se servir de Lucien uniquement pour arriver à ses fins avant d'avaler la fiole de sérum. C'est alors que Cami et Hayley arrivent à la rescousse et au terme d'une confrontation mortelle, arrivent à neutraliser Aurora. De son côté, Lucien donne rendez-vous à Elijah dans le but de le piéger. L'Originel le reçoit, accompagné de Freya et d'une vingtaine de Strix en renfort. Lucien, aidé et protégé par la magie des Ancêtres, se débarrasse sans peine de ses assaillants. En rentrant chez lui il découvre qu'Aurora a été enlevée par les Mikaelson. Là, il consulte l'enregistrement issu d'une caméra cachée dans la pièce, et découvre les réels sentiments qu'Aurora porte à son égard, que cette dernière avait révélée plus tôt à Klaus. Extrêmement blessé, il se rend chez Cami et la mord.

### Épisode 19:Repos éternel
- États-Unis /  Canada : 29 avril 2016 sur The CW / Shomi
- France : 18 avril 2017 sur Série Club
- Québec : 9 mai 2017 sur Ztélé

- États-Unis : 930 000 téléspectateurs[27] (première diffusion)

Après avoir été mordue par Lucien, Cami, affaiblie, se rend chez Klaus. Ce dernier jure qu'il va trouver une solution afin de la guérir avant la fin de la journée. Tout le monde cherche à tout prix un moyen de sauver Cami. Lorsque Davina rend visite à Lucien, celui-ci lui déclare qu'il n'y a aucun remède. À la fin de la journée, malgré tous les éléments magiques envisageables, dont notamment le sang de Lucien et de Hope utilisés en vain, Cami finit par mourir dans le bras de Klaus, ce qui plonge chaque membre des Mikaelson dans un profond chagrin. Vincent et Freya, alors en possession du sang de Lucien jurent vengeance en essayant de fabriquer une arme, à partir de son sang, qui serait capable de l'anéantir.

### Épisode 20:Victoire sans lendemain
- États-Unis /  Canada : 6 mai 2016 sur The CW / Shomi
- France : 19 avril 2017 sur Série Club
- Québec : 16 mai 2017 sur Ztélé

- États-Unis : 830 000 téléspectateurs[28] (première diffusion)

Marcel, effaré, trouve Kol agenouillé auprès du cadavre de Davina, vidé de son sang. Avec l'aide de Vincent, il est déterminé à ressusciter la jeune sorcière. Freya, Hayley, Elijah et Klaus les encouragent. Freya, en canalisant les pouvoirs d'Elijah, arrive à préserver l'esprit de Davina, qui se retrouve dans un cercle, entre les deux mondes et peut donc interagir avec les vivants. Mais au même moment, les Mikaelson apprennent que Lucien, après avoir tué Finn et Cami, a décidé de s'attaquer à Rebekah. Klaus et Hayley se rendent alors dans le Bayou pour récupérer le cercueil de Rebekah pour le conduire en lieu sûr mais ils sont attaqués en chemin par Lucien. 
Parallèlement, Freya trouve le moyen de tuer Lucien : grâce à l'esprit de Davina entre les deux mondes, elle peut avoir accès aux pouvoirs des Ancêtres qui l'ont créé. Elle compte canaliser leurs pouvoirs afin de rendre Lucien à nouveau vulnérable. Mais le prix est de voir briser le cercle qui protège Davina, ce qui aura pour effet de la détruire à jamais. Résigné à ce choix terrible, Elijah et Freya brisent le cercle, renvoyant Davina dans le royaume des morts, où les Ancêtres détruisent irrévocablement son âme, ce qui rend impossible tout espoir de résurrection, même avec l'aide de Van N'Guyen, le régent du clan des sorcières de la Nouvelle-Orléans.

### Épisode 21:Mensonges et conséquences
- États-Unis /  Canada : 13 mai 2016 sur The CW / Shomi
- France : 20 avril 2017 sur Série Club
- Québec : 23 mai 2017 sur Ztélé

- États-Unis : 790 000 téléspectateurs[29] (première diffusion)

Marcel, Kol, Vincent et Josh se rendent à l'enterrement de Davina tandis que le reste des Mikaelson assistent à celui de Camille.
Marcel jure de faire payer les Originels pour la mort de Davina, tout comme Kol. À l'enterrement de Camille, le Détective Kinney demande les circonstances de sa mort à Vincent. Le sorcier lui apprend l'existence de tous les êtres surnaturels qui vivent à la Nouvelle-Orléans.
Vincent, secondé par Kol & Kinney, a alors l'idée folle de bloquer l'accès à la ville aux Ancêtres grâce à un artefact magique appartenant à la sorcière Eva Sinclair car il veut voir la ville débarrassée de leur influence. Avec Josh, ils se rendent dans le caveau où leur magie est la plus présente et entre en connexion avec le monde des esprits. Là, ils retrouvent l'esprit de Davina et lui donnent l'artefact. Après avoir fait ses adieux à Vincent et surtout à Kol, Davina active l'artefact et détruit la connexion des Ancêtres avec le monde des vivants. Après cela, elle disparaît définitivement ainsi que les Ancêtres.
Pendant ce temps, Klaus se rend chez Marcel et passe la journée avec lui afin d'apaiser sa colère. Marcel, à l'insu de Klaus, prend la fiole de sérum et la glisse dans sa poche. L'amenant sur un pont particulièrement significatif pour eux, Klaus tente de rappeler à son ami qu’il fait partie de la famille Mikaelson, et qu’il le considère comme un fils, tandis que Marcel ne peut passer outre sa colère et sa peine vis-à-vis de la mort de Davina. Pour lui, les Mikaelson se feront toujours passer avant les autres, peu importe les dommages collatéraux. Alors que Klaus tente tant bien que mal de lui faire entendre raison, ils sont interrompus par Elijah, qui, prévenu par les visions de Freya que Marcel avait avalé le sérum, les interrompt. Il apprend alors à Klaus que Marcel est en possession du sérum. Démasqué, ce dernier le sort de sa poche et s'apprête à l'avaler. Mais Elijah arrive par derrière et lui arrache brutalement le cœur sous les yeux de Klaus, qui, impuissant, ne peut que voir le corps de son ami disparaître dans les flots de la rivière.
Marcel est mort et Elijah, bien que effondré, pense avoir bien agi en supprimant la menace qui pesait sur leur famille. Malgré cela, Klaus reste contrarié par l'issue des événements et pardonne difficilement son geste à son frère. Les deux frères sont alors réconfortés par Hayley. Plus tard, Vincent apprend à Josh le plan secret de Marcel : après avoir bu le sérum aussitôt qu'il le lui avait donné, Marcel avait l'intention de pousser les Mikaelson à bout afin qu'ils le tuent et qu'il puisse ainsi achever sa transformation en hybride. 

### Épisode 22:Le roi est mort, vive le roi!
- États-Unis /  Canada : 20 mai 2016 sur The CW[30] / Shomi
- France : 21 avril 2017 sur Série Club
- Québec : 30 mai 2017 sur Ztélé

- États-Unis : 850 000 téléspectateurs[31] (première diffusion)

Marcel, désormais indestructible, émerge de la rivière. Il se rend chez les Strix et les massacre tous. 
Le lendemain, Freya détecte une concentration anormale des ennemis de son frère. Quelques instants plus tard, le QG des Mikaelson se retrouve envahi par des centaines d'ennemis de Klaus, avec Marcel à leur tête. Ce dernier mord Kol et Elijah et s'apprête à se battre en duel à mort avec Klaus lorsqu'ils sont interrompus par Rebekah, libérée de son cercueil par Hayley.
Freya, restée seule, est empoisonnée par un des vampires de Marcel. Klaus amène ses frères et sœur mourants dans l'ancien appartement de Lucien tandis que Rebekah reste seule avec Marcel afin d'essayer de le raisonner. Etant convaincu d'être plus magnanime envers son créateur, 
Marcel propose à Klaus un jugement dans la soirée afin d'expier ses crimes. Afin de donner à Freya le temps de trouver un éventuel antidote pour elle ainsi que pour leurs frères, Klaus se rend donc à son procès, accompagné de Rebekah.
Le jugement de Klaus commence alors avec Marcel comme juge, sa lignée comme jury et Rebekah comme défenseur de Klaus. Chaque vampire engendré par Klaus réclame justice pour les crimes divers qu'il a commis à leur encontre. Alors que Klaus comptait sur le soutien de sa sœur, cette dernière, rendue incontrôlable par sa blessure de chasseuse, proclame une longue plaidoirie qui ne fait qu'incriminer encore plus son frère. Finalement, Marcel déclare que la mort est trop douce pour Klaus et il le poignarde avec la Lame de Papa Tunde, ce qui a pour effet de le plonger dans une agonie atroce et éternelle, tandis qu'il reste toujours en vie, immortel et conscient. 
Au même moment, comme convenu plus tôt dans la soirée avec Rebekah, Freya utilise le sang et la dague de sa sœur afin de lier la vie de toute leur famille à celle de Klaus grâce au sacrifice de ce dernier. Sitôt Klaus poignardé, tous les Mikaelson (Freya, Elijah, Rebekah et Kol) tombent dans un profond sommeil tandis que leurs esprits sont envoyés dans un monde intemporel créé par Freya en attendant le réveil de Klaus. Etant tous immortels, ils ne pourront pas mourir et Hayley aura le temps de chercher les antidotes pour guérir leurs différentes afflictions.
Au QG des Mikaelson, la lignée de Klaus finit de ravager la propriété tandis que Marcel emmure Klaus et se proclame roi de la Nouvelle-Orléans. Mais Vincent lui fait remarquer qu’il n’est pas totalement différent de Klaus car il a massacré la totalité des Strix sans une once de remords et que désormais, il est devenu le roi d'une ville brisée. 